# Rue Louis-Loucheur
Pour les articles homonymes, voir Louis Loucheur et Loucheur.
La rue Louis-Loucheur est une voie du 17e arrondissement de Paris, en France.

## Situation et accès
La rue Louis-Loucheur est une voie publique située dans le 17e arrondissement de Paris. Elle débute au 3, rue Francis-Garnier et se termine rue André-Bréchet.

## Origine du nom

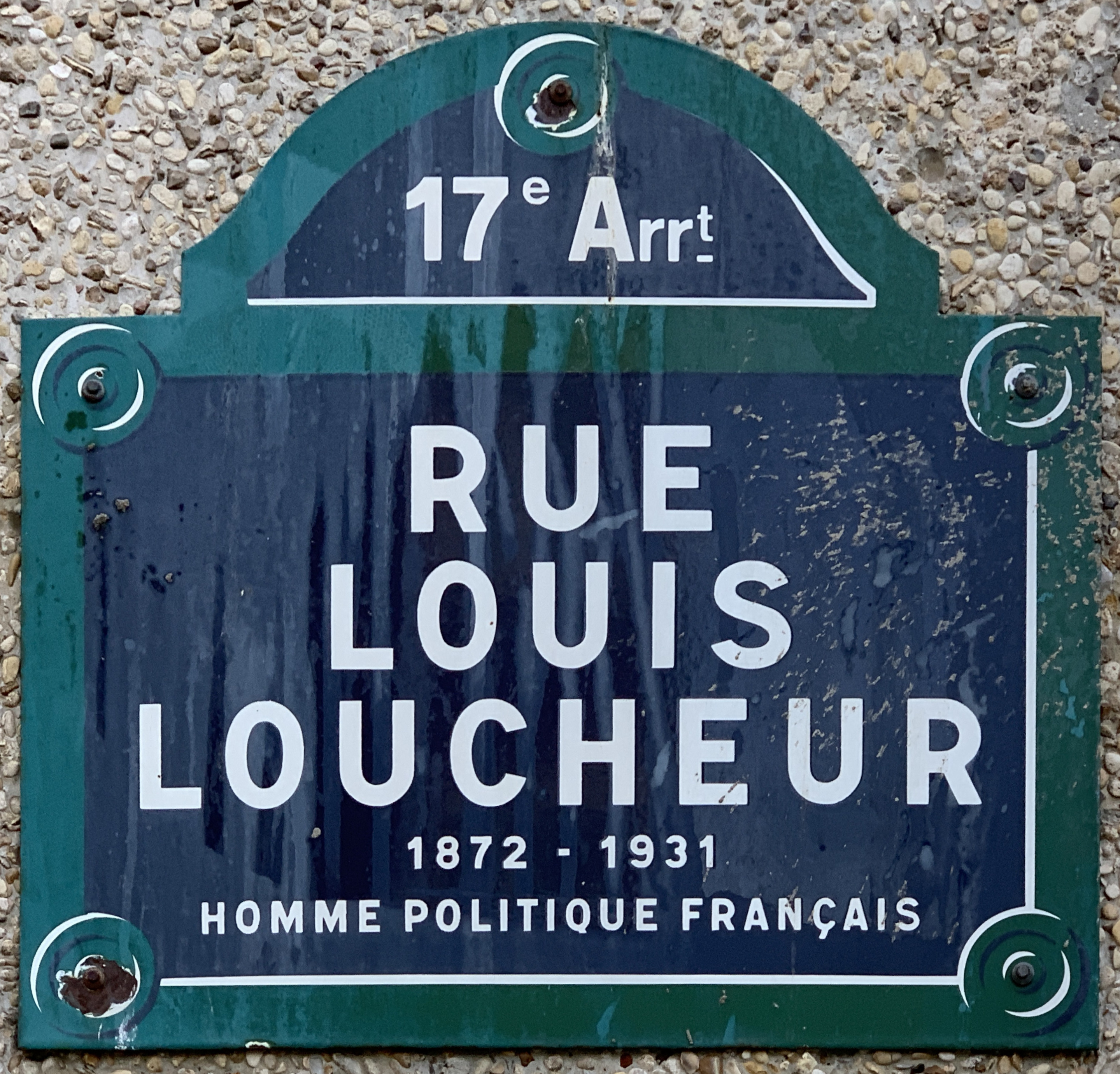
Plaque de la rue.

Elle porte le nom de Louis Loucheur (1872-1931), homme politique français.

## Historique
Cette rue est ouverte et prend sa dénomination actuelle en 1932 sur l'emplacement du bastion no 40 de l'enceinte de Thiers.